# 코리아 소사이어티
코리아 소사이어티(The Korea Society)는 한미 상호간의 이해와 협력 증진을 목표로 하는 비영리 단체이다. 1957년 제임스 밴 플리트 장군의 제안으로 미국의 저명 인사들에 의해 창설되었으며, 현재는 개인 및 기업 회원들이 지원하고 있다. 한미 양국의 정책, 기업, 경제, 교육, 예술 그리고 영화에 관해 전문성 있고 편견 없는 토론과 연구를 수행하며, 상호이해와 친선을 증진 시키는 것이 코리아 소사이터의 설립취지이다. 코리아 소사이어티는 현재 뉴욕에 본부를 두고 있으며, 타 기관과의 연계를 통해 미국 전역은 물론, 한국까지 그 활동영역을 넓히고 있다.